# Трудолюбовка (Широковский район)
Трудолюбовка (укр. Трудолюбівка) — село,
Розылюксембургский сельский совет,
Широковский район,
Днепропетровская область,
Украина.
Код КОАТУУ — 1225885711. Население по переписи 2001 года составляло 136 человек.

## Географическое положение
Село Трудолюбовка находится в 1,5 км от села Калиновка и в 2,5 км от сёл Красный Под и Подовое.
На расстоянии в 2,5 км проходит канал Днепр — Кривой Рог.
Рядом проходит автомобильная дорога Н-23.

## История
Село Трудолюбовка до 1946 г. называлось Леккерт и входило в Сталиндорфский еврейский национальный район.